# Ambassade de Russie en France
L'ambassade de Russie en France (en russe Посольство России во Франции, Posol'tsvo Rossii vo Frantsii) est la représentation diplomatique de la fédération de Russie auprès de la République française. Elle est située 40-50 boulevard Lannes, dans le 16e arrondissement de Paris, la capitale de la France. Son ambassadeur est, depuis 2017, Alexeï Mechkov. Pendant l'invasion de l'Ukraine par la Russie, l'ambassade joue un rôle dans la diffusion de fausses informations.

## Historique
Le premier diplomate russe est envoyé en France sur oukase de l’empereur Pierre le Grand en 1717. En 1780, l'hôtel de Lévis est le siège de l'ambassade. Sous le Premier Empire, de 1808 à 1811, la représentation est installée dans l'hôtel de Biron, près des Invalides. En 1818, le tsar Alexandre Ier fait de l'hôtel Thellusson (actuel 9e arrondissement) l'ambassade de Russie en France. Elle est ensuite située dans l'hôtel d'Estrées, au 79 rue de Grenelle, dans le 7e arrondissement ; elle est transférée à son adresse actuelle en 1978, et l'hôtel d'Estrées devient la résidence de l'ambassadeur.
Depuis l'invasion de l'Ukraine par la Russie en 2022, le bâtiment dispose d'une sécurité renforcée pour éviter le vandalisme[réf. nécessaire].

## Bâtiment

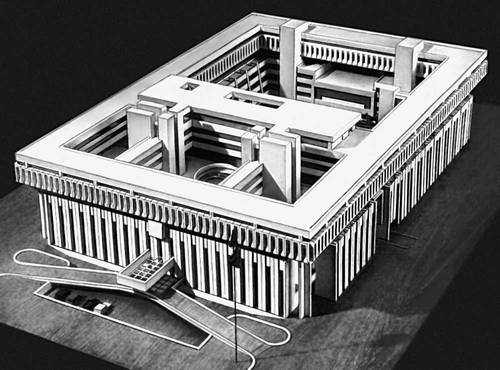
Maquette du bâtiment.

Dans les années 1970, l'ambassade d'URSS cherche un nouveau siège alors que le nombre de ses diplomates a fortement augmenté les décennies précédentes. Le site du boulevard Lannes, de 15 000 m2 et qui accueillait jusque là un terrain de sport municipal, est cédé par la France, l'URSS faisant de même à Moscou pour l'ambassade de France, laquelle souhaite aussi s'agrandir.
L'édifice, réalisation des trois architectes russes Anatoli Klimotchkine, Dmitri Lisitchkine et Igor Pokrovski (ru), est achevé en 1977. Il est inauguré le 22 juin de la même année par Léonid Brejnev, président du præsidium du soviet suprême de l'URSS. À cette occasion, il y reçoit le président français, Valéry Giscard d'Estaing, lors d'un déjeuner. Dans la presse, le bâtiment de huit étages est parfois surnommé le « bunker »,.
Après la dislocation de l'URSS le 26 décembre 1991, elle devient l'ambassade de la fédération de Russie, cette dernière étant l'État continuateur de l'Union soviétique.
Une école y est installée, ainsi qu'une salle de concert.

## Désinformation
L'ambassade de Russie en France intervient activement, notamment via ses porte-paroles et son compte Twitter, pour relayer et amplifier la désinformation publiée par des influenceurs publiant de la propagande pro-Kremlin, des fausses informations et des contenus complotistes,,, notamment pendant l'invasion de l'Ukraine par la Russie, par exemple pour dénoncer « une soi-disant russophobie »,. Un courrier de désinformation concernant les victimes du bombardement de la maternité de Marioupol a également été adressé par l'ambassade aux parlementaires français. Le groupe d'amitié interparlementaire France-Russie du Sénat dénonce une campagne de désinformation « scandaleuse et absurde » dans « une tentative orwellienne de construction d'une réalité alternative pour légitimer » l'invasion des forces armées russes de l'Ukraine.

## Consulats
Outre son ambassade à Paris, la Russie possède en France deux consulats généraux, à Marseille et à Strasbourg, une agence consulaire à Villefranche-sur-Mer, et un consulat honoraire à Lyon et un vice-consulat honoraire à Biarritz.
L'ambassade possède par ailleurs depuis 1972 une villa à Deauville, dite Villa Albatros, à l'angle du boulevard Eugène-Cornuché et de la rue de Gheest. Elle fait, à l'initiative de la municipalité, l'objet d'une illumination aux couleurs du drapeau ukrainien lors de l'invasion de l'Ukraine par la Russie en 2022, à l'instar de l'ambassade de Russie au Portugal.
En février 2025, lors d’une manifestation de soutien à l’Ukraine, des engins explosifs sont lancés contre le consulat de Russie à Marseille. Deux chercheurs du CNRS interpellés par la police reconnaissent les faits,.

## Différents sites
- La délégation permanente de Russie auprès de l'UNESCO (8, rue de Prony, 17e arrondissement de Paris)[23].
- Représentation commerciale de Russie (hôtel Hériot, 49, rue de la Faisanderie, 16e arrondissement de Paris).
- Centre de la science et de la culture de Russie (61, rue Boissière, 3e arrondissement de Paris)[24].
- Le Centre spirituel et culturel orthodoxe russe abritant entre autres la cathédrale de la Sainte-Trinité de Paris (orthodoxe russe).
- L'École de l'ambassade de Russie à Paris au sein même de l'ambassade.

## Galerie

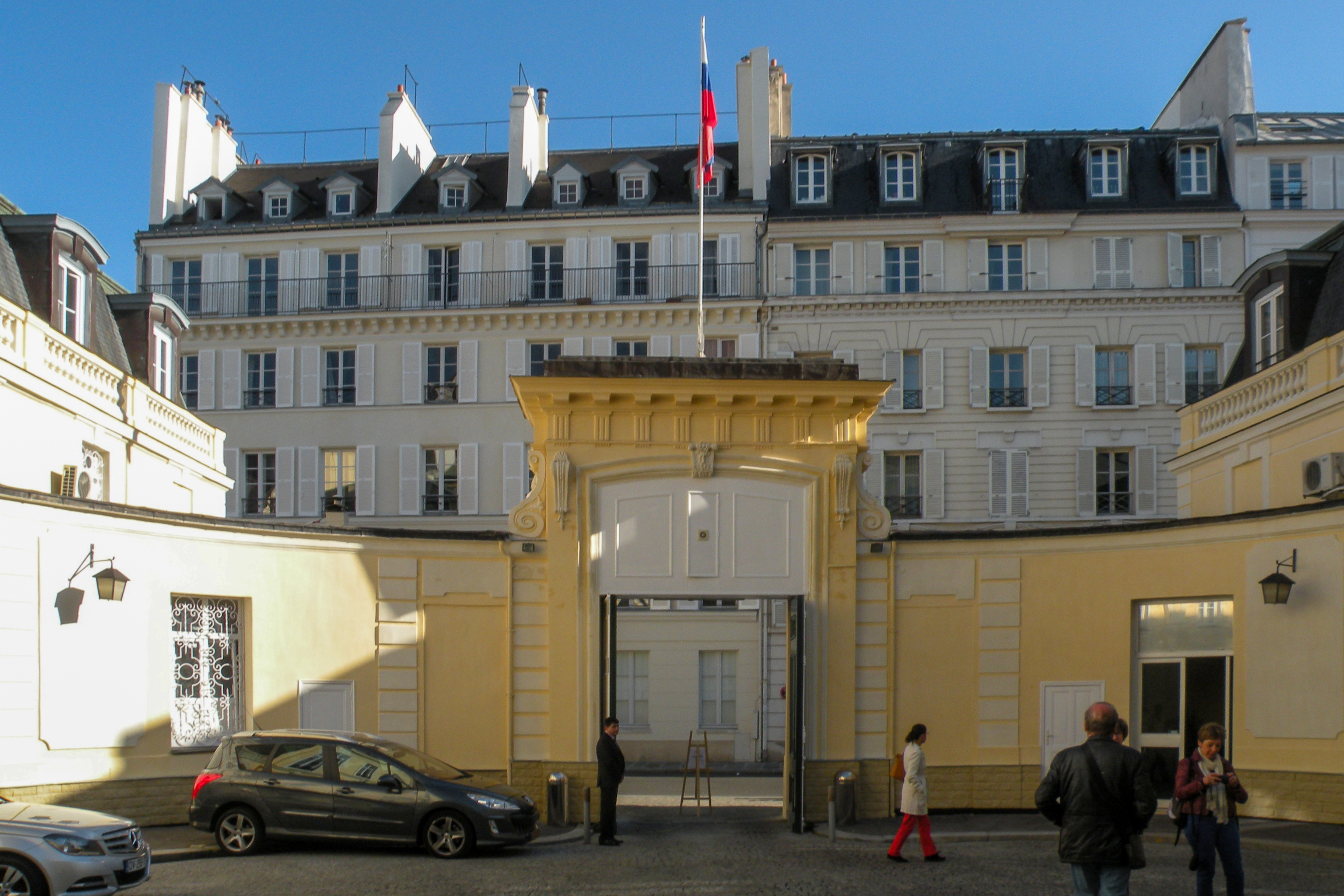
Résidence (hôtel d'Estrées) de l'ambassadeur de Russie.
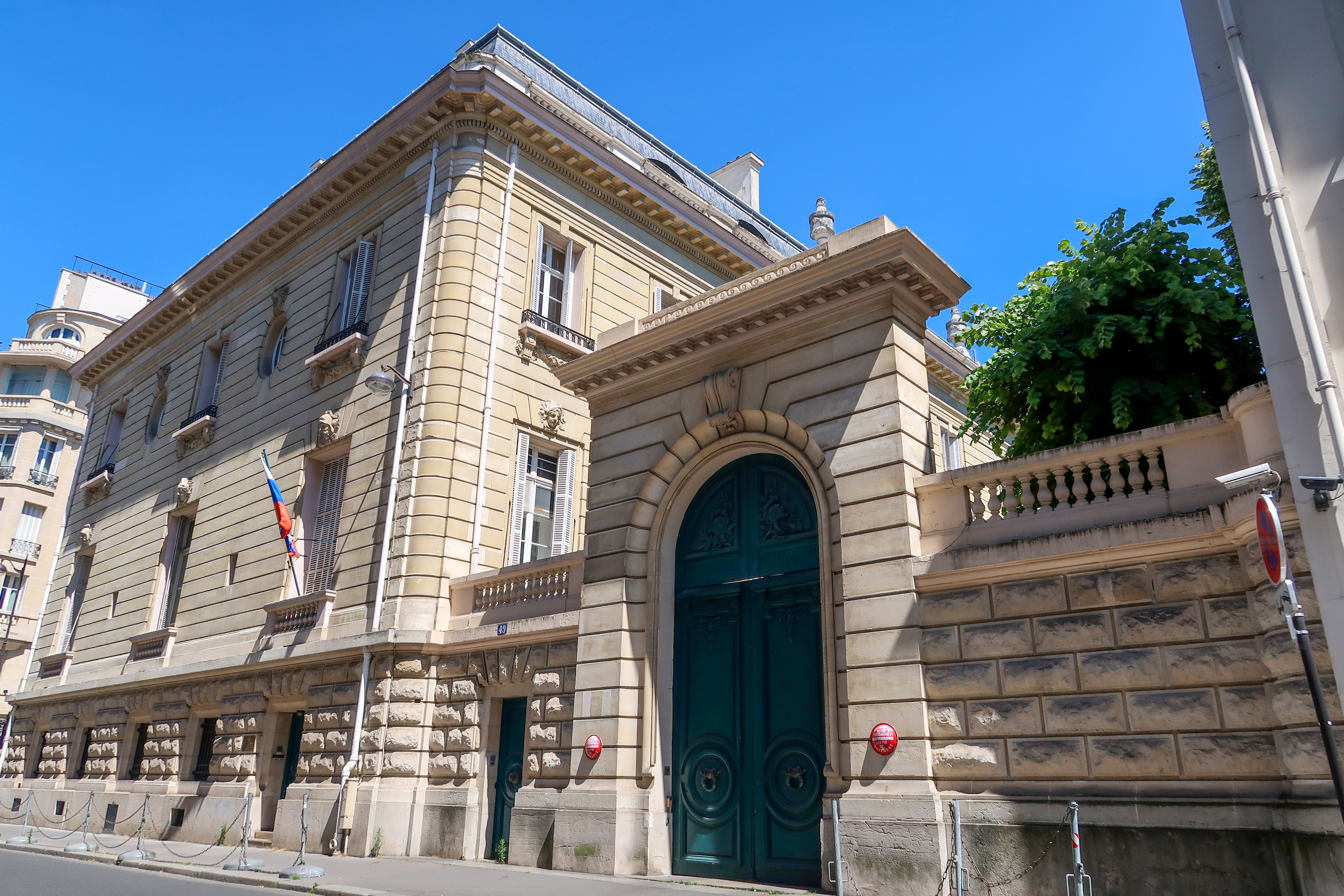
Représentation commerciale (49, rue de la Faisanderie).
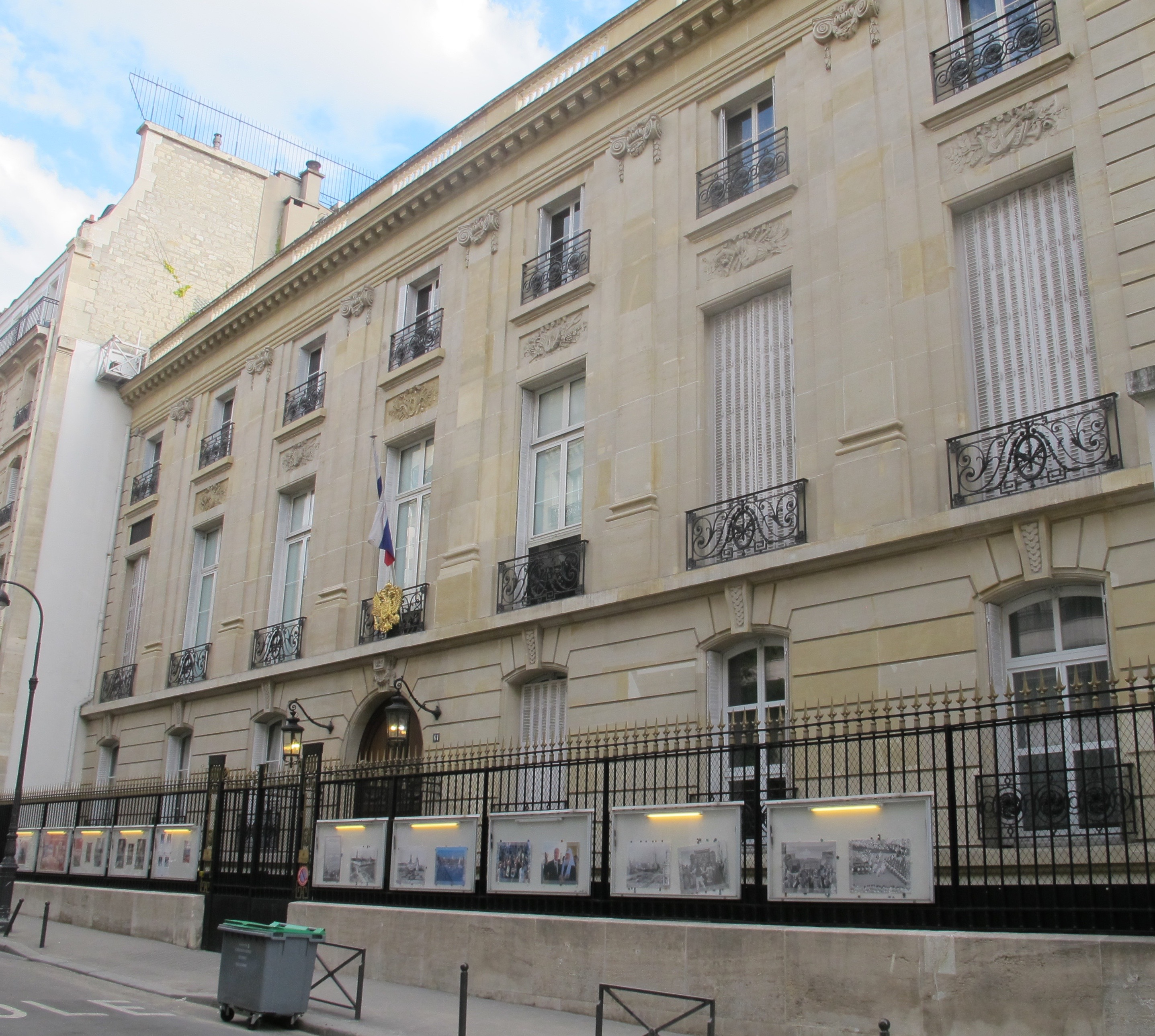
Centre de la science et de la culture de Russie (61, rue Boissière).
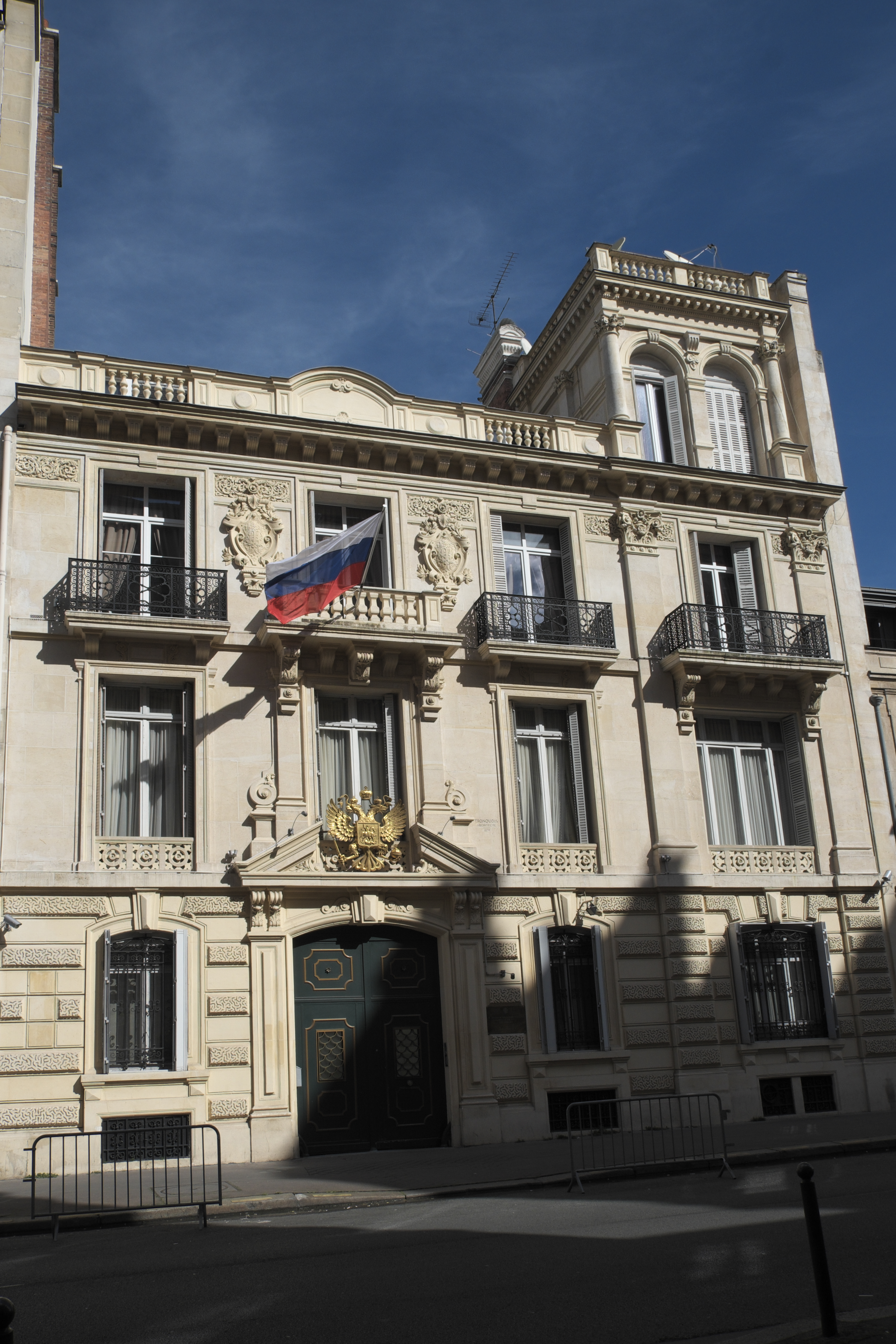
Mission permanente auprès de l'Unesco (8, rue de Prony).
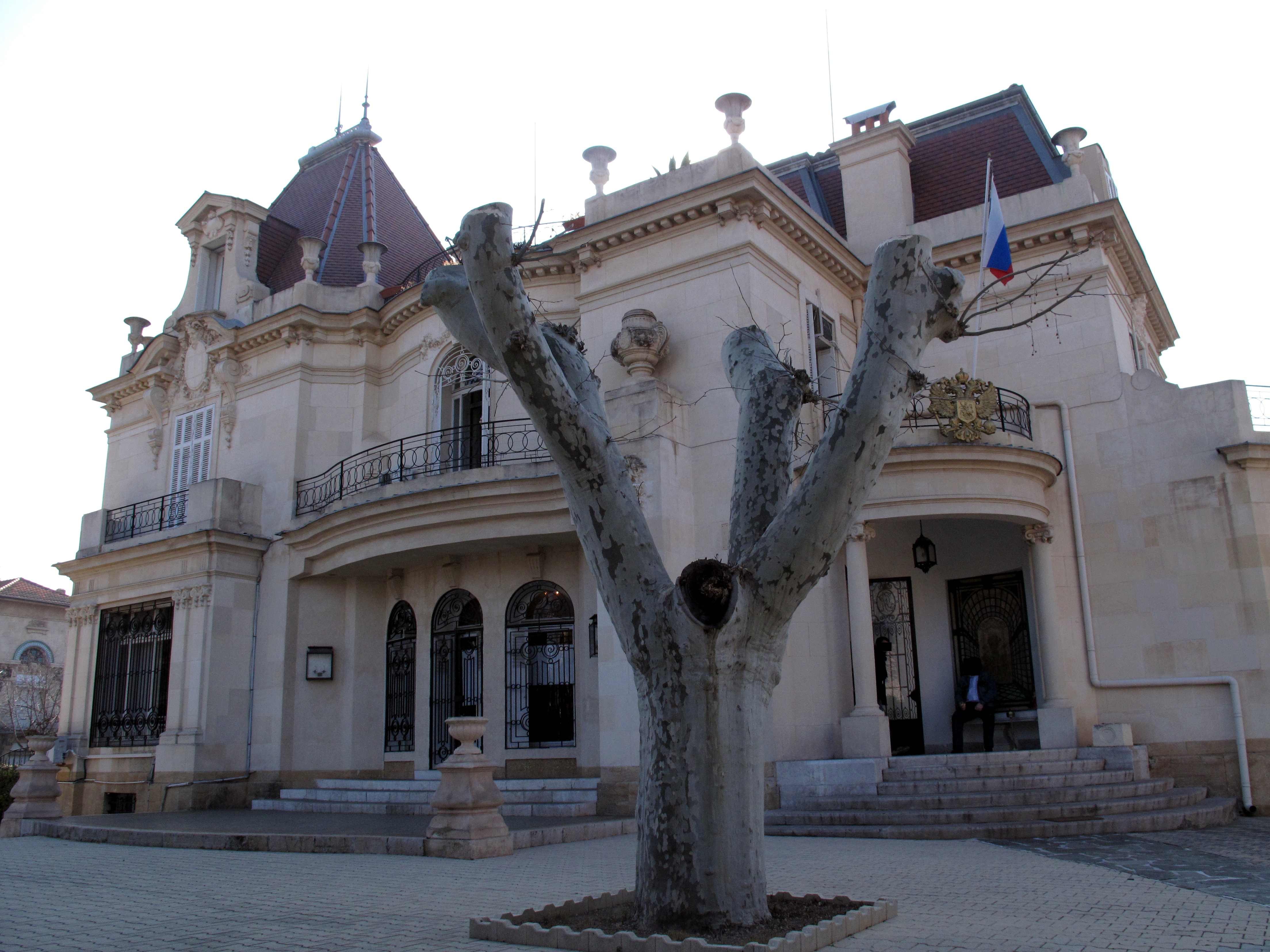
Consulat général de Russie à Marseille.
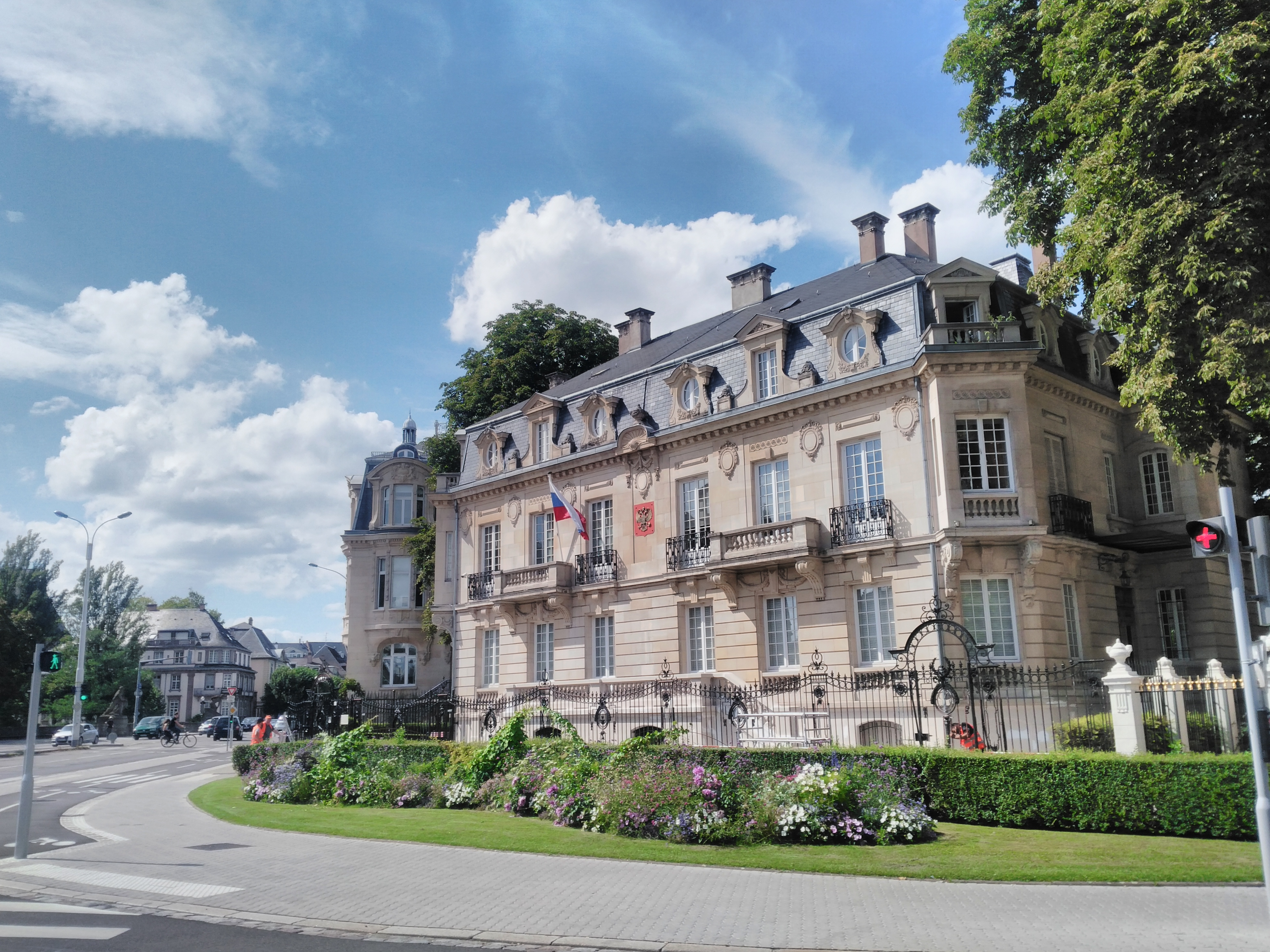
Consulat général de Russie à Strasbourg.